# Mary Bell (Politikerin)

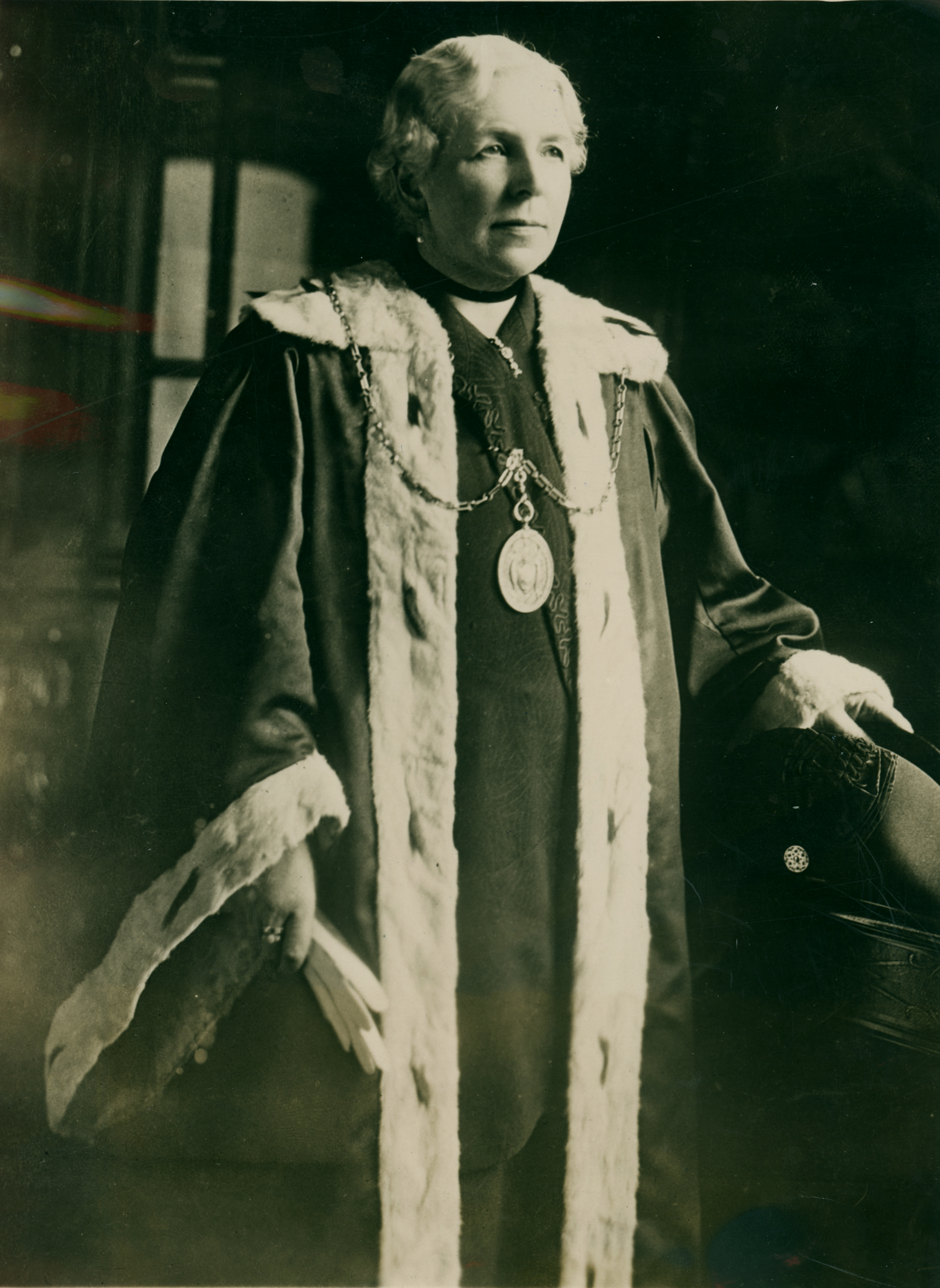
Mary Bell in der Amtsrobe und mit der Amtskette eines Bailies der Stadt Glasgow, ca. 1926

Mary Taylor Watson Bell, CBE (* September 1862 in Glasgow; † 16. August 1943 ebenda) war eine schottisch-britische Politikerin, eine der ersten Frauen, die in den Stadtrat von Glasgow gewählt wurde, und nach ihrer Wiederwahl 1926 als erste Frau für ein Jahr das Amt des Senior Magistrate übernahm.

## Leben
Bell gehörte zu einer Pioniergruppe von fünf Frauen, die 1920 in den Stadtrat (Glasgow Town Council oder Glasgow Corporation) gewählt wurden, darunter zusammen mit Bell Jessica Baird-Smith und Mary Anderson Snodgrass als Ratsmitglieder der Moderaten Partei sowie  Eleanor Stewart und Mary Barbour als Kandidatinnen der Labour Party. Sie war Ratsmitglied für den Stadtteil Langside und die erste weibliche Magistrate, die den Stadtrat bei einer Sitzung des High Court of Justiciary in Glasgow vertrat.
Im Jahr 1924 wurde sie zur stellvertretenden River Baillie von Glasgow befördert, gleichzeitig mit Mary Barbour, die zur Baillie gewählt wurde. Die Zeitung berichtete, dass ihre Ernennungen „mit Jubel begrüßt wurde“.
Im Jahr 1925 war sie in ihrem Amt Zeugin der Hinrichtung eines Mannes namens John Keen, der des Mordes an einem gewissen Norrh Mohammed für schuldig befunden worden war. In einem Interview mit The Scotsman erklärte sie nach dem Ereignis: „Viele Leute drängten mich, der Hinrichtung nicht beizuwohnen, aber ich wollte beweisen, dass eine Frau in der Lage ist, ihren Platz in den öffentlichen Gremien einzunehmen. Wir Frauen in der Bürgerschaft einer Stadt wie Glasgow sind Pionierinnen der Frauenbewegung, und wir müssen zeigen, dass wir in der Lage sind, das Unangenehme mit dem Angenehmen zu verbinden.“
1929 erhielt sie den Order of the British Empire.
Bell war eine Suffragette und Mitglied der Women’s Freedom League. Sie war maßgeblich an der Gründung des Zweiges der National Union of Societies for Equal Citizenship im Stadtteil Cathcart beteiligt. Außerdem war sie Vizepräsidentin der  Women’s Unionist Association im Stadtteil Shawlands und Mitglied der Women’s Unionist Association des Stadtteils Tradeston. Sie war Mitglied des Ausschusses des Dykebar Asylum und eine der Leiterinnen des Lenzie Convalescent Home.
Sie war verheiratet und hatte einen Sohn, Arthur, der 1938 bei einer Nachwahl im Stadtteil Camphill ebenfalls zum Stadtrat gewählt wurde.
Über ihr Leben ist sonst nichts bekannt.